# Ettore Grande
Ettore Grande (Villafranca Piemonte, 29 gennaio 1903 – Pescara, 8 ottobre 1992) è stato un diplomatico italiano.
Fu protagonista di un "caso giudiziario" che lo vide imputato per l'omicidio della moglie Vincenzina "Nina" Virando, trovata morta a Bangkok il 23 novembre 1938 dopo meno di quattro mesi dal matrimonio, uccisa da tre colpi di pistola.

## Biografia
Nato a Villafranca Piemonte nella valle del Po, figlio di Stefano (1877-1966), uno dei fondatori del Partito Popolare Italiano nel 1919 e libero docente di geografia dell'Università di Torino.
Iniziò la carriera diplomatica nel 1929 a Berlino poi a Tunisi, in seguito ricoprì gli incarichi di console a Valona in Albania e a Charleroi in Belgio.

La moglie Vicenzina "Nina" Virando nel 1938 poco prima del matrimonio.

Diventato vice console alla Legazione italiana in Siam a Bangkok, il 15 maggio 1938 Ettore Grande conobbe Vincenzina detta Nina Virando (nata nel 1913), figlia del gioiellerie torinese Ignazio (1867-1941) originario di Balma di Viù nelle Valli di Lanzo e i due si sposarono il 31 luglio 1938.
I neosposi partirono il 2 agosto da Venezia a bordo del transatlantico Conte Rosso con destinazione Singapore ed arrivarono a Bangkok il 27 agosto, la coppia visse al Mandarin Oriental sulle rive del fiume Chao Phraya e dal 4 ottobre si trasferirono in un bungalow di lusso nella Rajdamri Road. 
La mattina del 23 novembre 1938 venne trovato nella camera da letto del bungalow il cadavere della moglie con ferite d'arma da fuoco alla testa, subito intervenne la polizia locale che concluse che con la tesi del suicidio, dopo una veloce autopsia venne rimpatriata e sepolta nella tomba di famiglia a Viù La polizia locale sostenne che si era suicidata con la pistola Browning 6,35 del marito alle 7:15 del mattino mentre Ettore Grande stava facendo la doccia. 
Grande sostenne fin da subito che si fosse suicidata mentre la famiglia della moglie sostenne subito la tesi dell'omicidio, il 24 dicembre del 1938 Grande si imbarcò con il feretro della moglie in un mercantile a Singapore diretto in Italia e arrivò a Torino dopo un viaggio di venti giorni. 
Il 7 aprile 1939 venne arrestato e incominciò il processo alla Corte d'assise a Torino e venne condannato l'11 aprile 1941 ventiquattro anni di reclusione per omicidio.
Venne liberato dai partigiani dal carcere di Voghera il 26 aprile 1945, ma preferì non fuggire per avere ancora speranze di revisione del processo, in seguito venne assolto per insufficienza di prove dalla Corte di Assise di Novara nel 1946 e successivamente prosciolto con formula ampia, per non aver commesso il fatto, dalla Corte d'assise di Bologna il 18 dicembre 1951. Ci furono 19 perizie sul corpo della moglie tra il 1939 e il 1951. 
Dal 1952 si trasferì a Roma dove cominciò a lavorare per il Ministero degli esteri dove ricoprì l'incarico di vice-capo servizio dell'ufficio stranieri e il 19 novembre 1954 venne nominato segretario d'ambasciata a Sofia in Bulgaria. 
In seguito divenne console generale a Bengasi e svolse un ruolo lodevole nella crisi di Suez, poi nel 1957 sposò a Villafranca Piemonte Vera Roscheeva nata Barbara Alexandrova (nata nel 1927), figlia dell'ex governatore di Sofia e segretario generale del Parlamento bulgaro, imparentata con l'ex re di Bulgaria Boris III.
Il 2 novembre 1962 la seconda moglie venne trovata esanime in un lago di sangue dalla cameriera nella sua casa romana dopo che si era tagliata i polsi, ma venne salvata in tempo, poi nel 1965 la seconda moglie venne condannata per lesioni gravi al suo ex amante. 
In seguito ricoprì l'incarico di console a Recife in Brasile, e dopo poco la moglie chiese il divorzio; poi nel 1971 tornò in Italia e concluse la sua carriera diplomatica.
Nel 1985 tentò di far sequestrare il film per la televisione Il caso Ettore Grande, che però andò lo stesso in onda.
Morì all'ospedale di Pescara l'8 ottobre 1992 all'età di 89 anni e venne sepolto nel cimitero di Villafranca Piemonte.

## Influenza culturale

### Televisione
- Il caso Ettore Grande del 1985 di Marisa Malfatti e Riccardo Tortora[16].
- Nel 2007 è stata dedicata al caso Ettore Grande una puntata della seconda stagione del programma Delitti.

### Letteratura
- Il misterioso caso della piemontese Vincenzina Virando (1946), nella raccolta La «nera» di Dino Buzzati di Dino Buzzati.

### Altro
- Alla prima moglie di Ettore Grande è stata dedicata la Scuola dell'infanzia non Statale "Vincenzina Virando" di Viù gestita dalla parrocchia del paese nell'arcidiocesi di Torino[17].